# The New Twilight Zone—aflevering 7
De zevende aflevering van de serie The New Twilight Zone bestaat uit twee subafleveringen: Teacher's Aide en Paladin of the Lost Hour.

## Teacher's Aide
Teacher's Aide is de eerste subaflevering. Het scenario werd geschreven door Steven Barnes.

### Plot
Miss Peters is een Engels docent aan een middelbare school vol probleemjongeren. Deze jongeren hebben verschillende bendes gevormd die in de pauzes voortdurend met elkaar vechten. Terwijl ze een gevecht probeert te stoppen, ziet ze een gargoyle op het dak van de school, die haar aan lijkt te staren.
Na dit incident ontdekt Peters veranderingen in haar gedrag. Zo treedt ze streng op tegen een leerling die zich misdraagt in de klas, en wanneer ze een leerling ziet die de kluisjes probeert open te breken, gooit ze hem er hardhandig tegenaan. Ze beseft dat dit niet haar normale doen is.
De volgende dag begint een jongen genaamd Wizard in de klas hardop muziek te draaien. Peters draait door, verbrijzeld de radio met haar blote handen, en geeft Wizard een ongenadig hard pak slaag. Voor Wizard is dit de druppel, en hij maakt plannen om met haar af te rekenen na schooltijd. Peters ziet de aanval echter aankomen, en lokt Wizard naar een magazijn waar ze hem neerslaat. Tijdens hun worsteling ziet de kijker dat Miss Peters steeds meer op de gargoyle begint te lijken.
Net als Miss Peters op het punt staat Wizard te vermoorden, wordt de gargoyle op het dak getroffen door de bliksem. De gargoyle wordt vernietigd en Miss Peters wordt weer zichzelf. Zij en Wizard zien in dat dit vechten niets oplost, en ze vergeven elkaar.

### Rolverdeling
- Adrienne Barbeau: Miss Peters
- Adam Postil: Wizard
- Miguel Nunez, Jr.: Trojan
- Josh Richman: Fury
- Noelle Harling: Amanda
- Al Christy: beveiligingsagent
- Susanne Sasson: Jennifer
- Richard Brainard: jongere broer
- Sarah Partridge: studentleraar
- Brian Robbins: 12e klasser
- Fred Morsell: Hugh Costin

## Paladin of the Lost Hour
Paladin of the Lost Hour is de tweede subaflevering. Het scenario werd geschreven door Harlan Ellison.

### Plot
Een oudere man genaamd Gaspar wordt aangevallen door twee Punks terwijl hij het graf van zijn vrouw bezoekt. Hij wordt gered door een jonge man genaamd Billy, maar hij verliest hierbij bijna zijn antieke horloge. Billy neemt Gaspar mee naar zijn huis, waar Gaspar hem vertelt dat hij een dakloze man is die niet lang meer te leven heeft. Billy biedt hem onderdak voor zijn laatste dagen.
De twee mannen raken aan de praat, en Billy vertelt over zijn verleden als soldaat in de Vietnamoorlog. Daar werd hij gered door een onbekende soldaat. Terwijl ze het nieuws kijken, horen ze over de toenemende dreiging van een nucleaire oorlog. Billy is bezorgd, maar Gaspar maakt zich geen zorgen. Er zal geen oorlog komen volgens hem, want het is nog maar 11 uur.
Enkele dagen later ziet Billy het antieke horloge, maar wanneer hij het wil pakken zweeft het uit zichzelf terug naar Gaspar. Gaspar nodigt Billy uit om naar het kerkhof te komen. Daar vertelt hij Billy eindelijk de waarheid: hij is de bewaker van het “laatste uur”. Dit uur zit in het oude horloge. Gaspar is stervende, en als hij niet voor zijn dood een nieuwe bewaker van het horloge vindt, zal het uur vrijkomen en het einde van de aarde inluiden. Billy voelt al aan waar Gaspar naartoe wil. Hij weigert eerst, maar accepteert dan zijn taak als nieuwe bewaker van het uur. Gaspar kan eindelijk in vrede sterven, terwijl het horloge naar Billy’s hand zweeft.

### Rolverdeling
- Danny Kaye: Gaspar
- Glynn Turman: Billy Kinetta
- John Bryant: Punk nr. 1
- Corkey Ford: Punk nr. 2
- Mike Reynolds: chauffeur

### Achtergrond
Harlan Ellison verwerkte het scenario van de aflevering tijdens het schrijven ervan tot een novelette. In 1986 won deze novelette de Hugo Award. Het scenario won in 1987 de Writers Guild of America Award.